# Trachelas speciosus
Trachelas speciosus är en spindelart som beskrevs av Banks 1898. Trachelas speciosus ingår i släktet Trachelas och familjen flinkspindlar. Inga underarter finns listade i Catalogue of Life.